# فیل هریس
فیل هریس (به انگلیسی: Phil Harris) (زاده ۲۴ ژوئن ۱۹۰۴ - درگذشته ۱۱ اوت ۱۹۹۵) خواننده و بازیگر آمریکایی است.
از نقش‌آفرینی‌های معروف او می‌توان به گویندگی در راک-ای-دودل و بازی در فیلم‌های فریب‌خورده و متکبرها اشاره کرد.